# Baltasar de Oriol y Marcer
Balthasar de Oriol i Marcer, también conocido como Baltasar de Oriol Marcer y de Amorós o como Baltasar de Oriol y de Mercer, (nacido en Barcelona, Principado de Cataluña, Reino de España) fue un noble, notario y protonotario así como escribano de la Corona de Aragón en tiempos de Carlos II, el último rey de España de la Dinastía de los Austrias.
Era señor del Castillo de Cornellà de Llobregat, en la actual comarca del Barcelonés. Actualmente existe una calle con su nombre en el mismo municipio.

## Vida
Don Balthasar de Oriol y Marcer era Escribano Mayor de Lugartenencia de oficio. Se sabe que era hijo de Baltasar de Oriol y que casó con Doña Magdalena de Toro (o bien de Tord o de Tort). Ambos son padres de Melchor de Oriol y de Tord. Uno de sus descendientes, Don José de Oriol y de Tord, sería Abad del Real Monasterio de Santa María de Ripoll.
Se le nombra como vecino de Barcelona y Señor del Castillo de Cornellá de Llobregat, fortaleza de estilo gótico que reconstruyó allá en el año 1678. La jurisdicción feudal del señorío de Cornellá comprendía los términos de Cervelló, Pallejà, La Palma de Cervelló, Santa Coloma de Cervelló, Torrelles de Llobregat, Oleseta, Sant Boi, Sant Vicenç dels Horts y Oleseta.
Consta que elevó consulta al Consejo de Aragón el 6 de mayo de 1676 solicitando el privilegio para ser armado Caballero del Principado de Cataluña. El 20 del mismo mes se firma en Aranjuez un Real despacho de comisión a Don José de Rocabertí, Baile General de Cataluña, para armarle como tal.
Más tarde, en 1690, elevó nuevamente consulta al Consejo de Aragón solicitando el privilegio de ser nombrado Noble del Principado de Cataluña.
El rey Carlos II, nombrado el "Hechizado", le confiere ese privilegio el día 20 de noviembre de 1690 en Madrid.
Fue además nombrado "Oydor militar de la Casa de la Deputacion del General de Cathaluña".

## Obras
Fue autor de diversas obras de carácter jurídico, algunas de las cuales se muestran a continuación:
- Manifestació real del infallible dret que assisteix a Sa Magestat (Deu lo guarde), en la exaccio del sello que en son Real nom exigeix, y cobra don Baltasar Oriol, y Marcer com à llochtinent de Protonotari en la Llochtinencia General de Cathalunya. En exclusio de las contrafaccions, que per rahò de dita exacció han instàt lo Procurador Fiscal y Syndich del General de Cathalunya, en lo illustrissim Tribunal de Contrafaccions ò Contraconstitucions; editado alrededor del 1675, Barcelona.
- Pro nob. Balthasare Oriol y Marcer cum priore et comvnitate presbytorvm ecclesiae et domvs hospitalis generalis S. Crvcis praesentis civitatis Barcinone in secunda causa contentionis declaranda per admod. illust. & reveren. dominum Cancell. de Oriol y Marcer; 1699, Barcelona.[18]
- Segona manifestació real del infallible dret que assisteix al rey nostre senyor (que Deu guarde) : en la exacció del dret de sello que en son real nom exigeix, y cobra don Baltasar de Oriol y Marcer, llochtinent de Prothonotari en la Llochtinencia General de Catalunya : en desengany de la evidencia, que ha pretès fer lo Syndich del General, de las Contrafaccions que insta en lo Illustrissim Tribunal de Contrafaccions, respecte la exacciò del dret de Sello; editado en 1703, Barcelona.
- Demostracion juridica y foral con la qual el procurador fiscal patrimonial eficazmente persuade ser justa la oposicion, y proceder las nulidades que ha ponderado sobre la declaracion de contrafuero pronunciada en 25. de março de 1704 por el ilustrissimo Tribunal de Contrafueros contra Don Baltasar de Oriol y Marcer lugarteniente de prothonotario, y escrivanos de registro. Y en exclusion de la dilacion que pide el Syndico de el General de Cathaluña; editado alrededor del 1704, Barcelona.[19]

También se le conoce como coautor de la siguiente obra:
- Voto de los ilustrissimos, y nobles Don Narcis de Anglasell, y Roca, Don Geronimo de Magarola, y Don Pedro de Amigant, Dotores en ambos derechos ...  iuezes del Illustrissimo Tribunal de Contrafacciones ..., con la sentencia, o prouision de contrafaccion hecha à 25 de março de 1704 por ... Pedro de Oliuer ... insiguiendo el voto, que hizo con ... Feliciano de Cordellas ... y con ... Francisco Costa ... en las causas de contrafaccion ... alegadas por el Syndico del General de Cataluña contra ... Baltasar de Oriol, y Marcer, ...  Iuan Bautista de Aloy ... y los Escrivanos de Registro de dicha Lugartenencia General. Actuario ... Raymundo Pellicer ...; editado en 1704 por Rafael Figuerò à los Algodoneros, Barcelona.